# Marko Kristal
Marko Kristal (Tallin, Unión Soviética, 2 de junio de 1973) es un futbolista estonio retirado. Es el segundo jugador con más presencias en la selección de fútbol de Estonia, con un total de 142 partidos.

## Trayectoria
A los 16 años Marko Kristal debutó en la liga estonia, por entonces integrada en las categorías regionales del fútbol soviético, con el FC Sport Tallinn. En 1990 se incorporó al FC Flora, el equipo donde desarrolló prácticamente toda su carrera, salvo un breve paréntesis en que jugó en el IF Elfsborg sueco y el FC Lathi de Finlandia. También estuvo a prueba en dos clubes ingleses, el Manchester City y el Ipswich Town, que finalmente desestimaron su contratación. 
A finales de 2005, con 31 años, decidió retirarse, aceptando la oferta del FC Flora para convertirse en director técnico del club. A lo largo de su carrera Kristal disputó 263 partidos de la Meistriliiga en los que anotó 51 goles, ganando el título de liga en nueve ocasiones.

## Selección nacional
Debutó con Estonia en junio de 1992 en un partido contra Eslovenia. En marzo de 2001, con 27 años, se convertía en el  futbolista europeo más joven en alcanzar los 100 encuentros con su selección, superando el récord de 30 años que ostentaba Franz Berckenbauer. En abril de 2005 se le rindió homenaje en un partido amistoso contra Noruega, que supuso su último partido internacional.
En el momento de su retirada, Kristal poseía el récord de partidos con la selección de su país, sumando un total de 143 presencias internacionales, en las que anotó 9 goles. Esta cifra le situaba también como el segundo futbolista europeo que más partidos había disputado con su selección, tras el alemán Lothar Matthäus. Ambas marcas fueron superadas posteriormente por su compatriota Martin Reim.

## Clubes
| Club             | País      | Año       |
| ---------------- | --------- | --------- |
| FC Flora Tallinn | Estonia   | 1990-1999 |
| IF Elfsborg      | Suecia    | 1999      |
| FC Lahti         | Finlandia | 2000      |
| FC Flora Tallinn | Estonia   | 2001-2004 |

## Palmarés

### Campeonatos nacionales
| Título               | Club             | País    | Año  |
| -------------------- | ---------------- | ------- | ---- |
| Meistriliiga         | FC Flora Tallinn | Estonia | 1994 |
| Meistriliiga         | FC Flora Tallinn | Estonia | 1995 |
| Copa de Estonia      | FC Flora Tallinn | Estonia | 1995 |
| Meistriliiga         | FC Flora Tallinn | Estonia | 1998 |
| Copa de Estonia      | FC Flora Tallinn | Estonia | 1998 |
| Supercopa de Estonia | FC Flora Tallinn | Estonia | 1998 |
| Meistriliiga         | FC Flora Tallinn | Estonia | 2001 |
| Meistriliiga         | FC Flora Tallinn | Estonia | 2002 |
| Supercopa de Estonia | FC Flora Tallinn | Estonia | 2002 |
| Meistriliiga         | FC Flora Tallinn | Estonia | 2003 |
| Supercopa de Estonia | FC Flora Tallinn | Estonia | 2003 |
| Supercopa de Estonia | FC Flora Tallinn | Estonia | 2004 |